# Adamair
Adamair, o Adammair (fl. V secolo a.C.), figlio di Fer Corb, è stato un leggendario re supremo d'Irlanda del V secolo a.C.. Il suo epiteto Foltchaín significa bei capelli ed è stato considerato l'amante della dea cervo Flidais.
Dopo aver ucciso Ailill Caisfhiaclach, regnò per cinque anni. Fu assassinato dal successore Eochaid Ailtleathan.